# 帕維爾·休斯卡
帕維爾·休斯卡（1984年1月23日—），捷克籃球運動員。他現在效力於捷克籃球聯賽球隊ČEZ Basketball Nymburk。他也代表捷克國家籃球隊參賽。